# Suzanne Collins
Suzanne Marie Collins (Hartford, 10 de agosto de 1962) é uma escritora e roteirista de ficção científica e literatura infanto-juvenil americana, conhecida pela trilogia Jogos Vorazes que virou filme sob título homônimo em 2012. Seus livros já venderam mais de 85 milhões de cópias no mundo todo.

## Biografia
Ela é filha de Jane Brady Collins e do tenente-coronel Michael John Collins (1931-2003), um oficial da Força Aérea dos EUA que serviu na Guerra da Coreia e Guerra do Vietnã, e foi premiado com a Distinguished Flying Cross e a Estrela de Bronze. É a mais nova de quatro filhos, como filha de um oficial militar, ela e sua família estavam sempre se mudando.
Estudou na Escola do Alabama e fez o curso de Teatro e Telecomunicações na Universidade de Indiana. Depois começou a trabalhar em programas infantis da Nickelodeon.
Em 29 de novembro de 2012, Suzanne anunciou novo livro para 2013. O livro ilustrado Year of the Jungle: Memories from the Home Front  é baseado no período em que o pai dela esteve na Guerra do Vietnã. A obra é a primeira desde A Esperança, de 2010, do qual o último filme de Jogos Vorazes é baseado.

## Jogos Vorazes
Jogos Vorazes, o primeiro livro da trilogia, foi lançado em 14 de setembro de 2008 seguido por Em Chamas, publicado em 1 setembro de 2009, e A Esperança publicado em 24 de agosto de 2010.
Jogos Vorazes passou 300 semanas consecutivas a data na lista de bestsellers do New York Times desde a publicação em setembro de 2008, e também apareceu de forma consistente no EUA e em listas dos mais vendidos Publishers Weekly. Ele foi vendido em 56 territórios em 51 idiomas. Em 2010, Collins foi nomeada para a lista das 100 pessoas mais influentes pela revista Time, bem como os artistas Entertainment Weekly da lista Ano.

## Adaptações cinematográficas
A Lionsgate divulgou uma adaptação cinematográfica de Jogos Vorazes em 23 de março de 2012, dirigido por Gary Ross, que também compartilhou crédito roteiro com Suzanne e Billy Ray. Ele quebrou vários recordes de bilheteria e se tornou a 14ª maior bilheteria de lançamento na América do Norte, de todos os tempos, gerando quase US$ 700 milhões em bilheterias do mundo todo. A Lionsgate liberou a continuação Jogos Vorazes: Em Chamas mundialmente em 22 de novembro de 2013 trazendo de volta as estrelas Jennifer Lawrence, Josh Hutcherson, Liam Hemsworth, Woody Harrelson, Elizabeth Banks, Donald Sutherland, Stanley Tucci e Lenny Kravitz, juntamente com os novos membros do elenco Philip Seymour Hoffman, Sam Claflin, Jena Malone e Jeffrey Wright. O filme é dirigido por Francis Lawrence, a partir de um roteiro escrito por Simon Beaufoy e Michael DeBruyn.
A Lionsgate lançou a continuação final em duas partes, Jogos Vorazes: A Esperança - Parte 1 em 21 de Novembro de 2014, com Jogos Vorazes: A Esperança - Parte 2 em 20 de novembro de 2015, também dirigido por Francis Lawrence. Todos os quatro filmes foram produzidos por Nina Jacobson da Color Force e Jon Kilik.

## Obras

### SérieAs Crônicas do Subterrâneo
O pai de Gregor, de 11 anos, desapareceu há mais de dois anos, o que tornou a vida do menino muito difícil. Mas tudo se complica ainda mais quando ele cai através de um duto de ventilação na lavanderia do prédio onde mora, e encontra um incrível universo desconhecido sob a cidade de Nova York.
- Gregor o Guerreiro da Superfície (Galera, 2008)
- Gregor e a Segunda Profecia (Galera, 2010)
- Gregor e a Profecia de Sangue (Galera, 2011)
- Gregor e as Marcas Secretas (Galera, 2012)
- Gregor e o Código da Garra (Galera, 2013)

### SérieJogos Vorazes
- Jogos Vorazes (Rocco, 2010)
- Em Chamas (Rocco, 2011)
- A Esperança (Rocco, 2011)
- A Cantiga dos pássaros e das serpentes (Rocco, 2020)
- Amanhecer Na Colheita (Rocco, 2025)

### Outros livros
- Fire Proof: Shelby Woo #11 (1999)
- O dia em que Caco Botão Ficou Sem Energia (Rocco, 2019)
- When Charlie McButton Gained Power (2007)
- Um ano na Selva (Rocco, 2015)

## Premiações
- 2011 - Medalha Jovem Leitor da Califórnia.[9]
- 2010 - Georgia Peach Prêmio Literário para Jovens Leitores.[10]
- Publishers Weekly's Melhores Livros do Ano: Ficção Infantil.[11]
- American Library Association Top 10 - Seleção de Melhores Livros para Jovens/Adultos[12]
- ALA - Livros Infantis Notáveis.[13]
- 2008 Prêmio Cybils - Fantasia e Ficção Científica.[14]
- KIRKUS Melhor Livro Jovem/Adulto de 2008.[15]
- Horn Book Fanfare.[16]
- School Library Journal - Melhores livros de 2008.[17]
- Book List Editor's Choice, 2008[18]
- NY Public Library 100 Titles for Reading and Sharing[19]
- 2004 NAIBA - Prêmio de Novela Infantil.[20]
- 2006 ALSC Notable Children's Recording (audio version)[21]